# Cathédrale d'Otrante
La cathédrale d'Otrante ou cathédrale Notre-Dame de l'Annonciation (en italien : Cattedrale di Santa Maria Annunziata) est le principal édifice religieux de la ville d'Otrante dans la province des Pouilles en Italie. Cathédrale de l'archidiocèse d'Otrante, le pape Pie XII l'a élevé à la dignité de basilique mineure en juillet 1945.

## Description

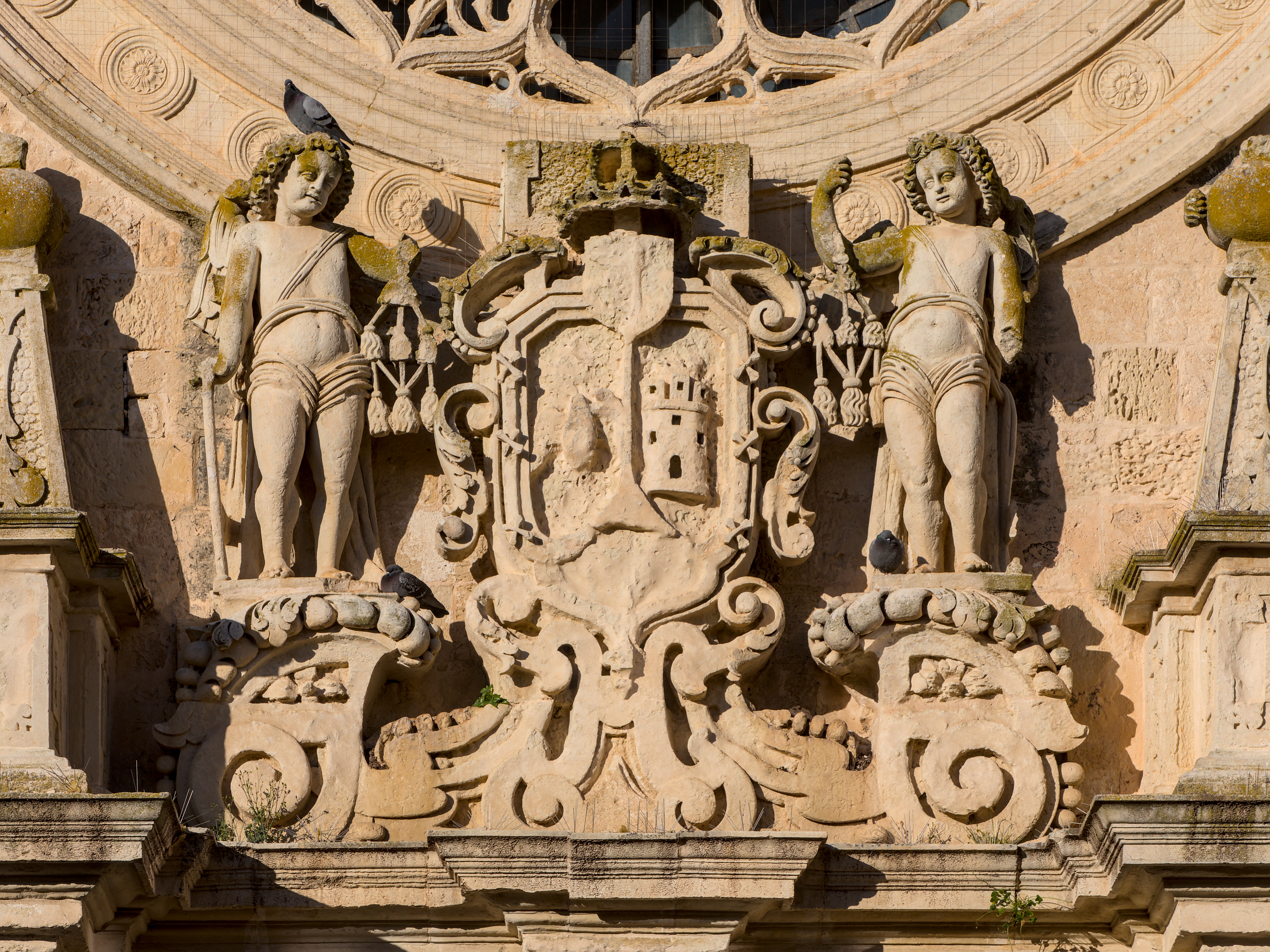
Les armes de la ville entourées de deux chérubins, au-dessus du portail.

Elle est construite sur les ruines d'une maison romaine et d'un premier temple chrétien. Ses travaux d'édification ont commencé en 1068, elle a été consacrée au culte le 1er août 1088 sous le pontificat du pape Urbain II. Elle est dédiée à la Vierge de l'Annonciation et mesure 54 m de long pour 25 m de large.
Elle repose sur 42 colonnes monolithiques avec du granit et du marbre de qualités différentes de provenance inconnue.

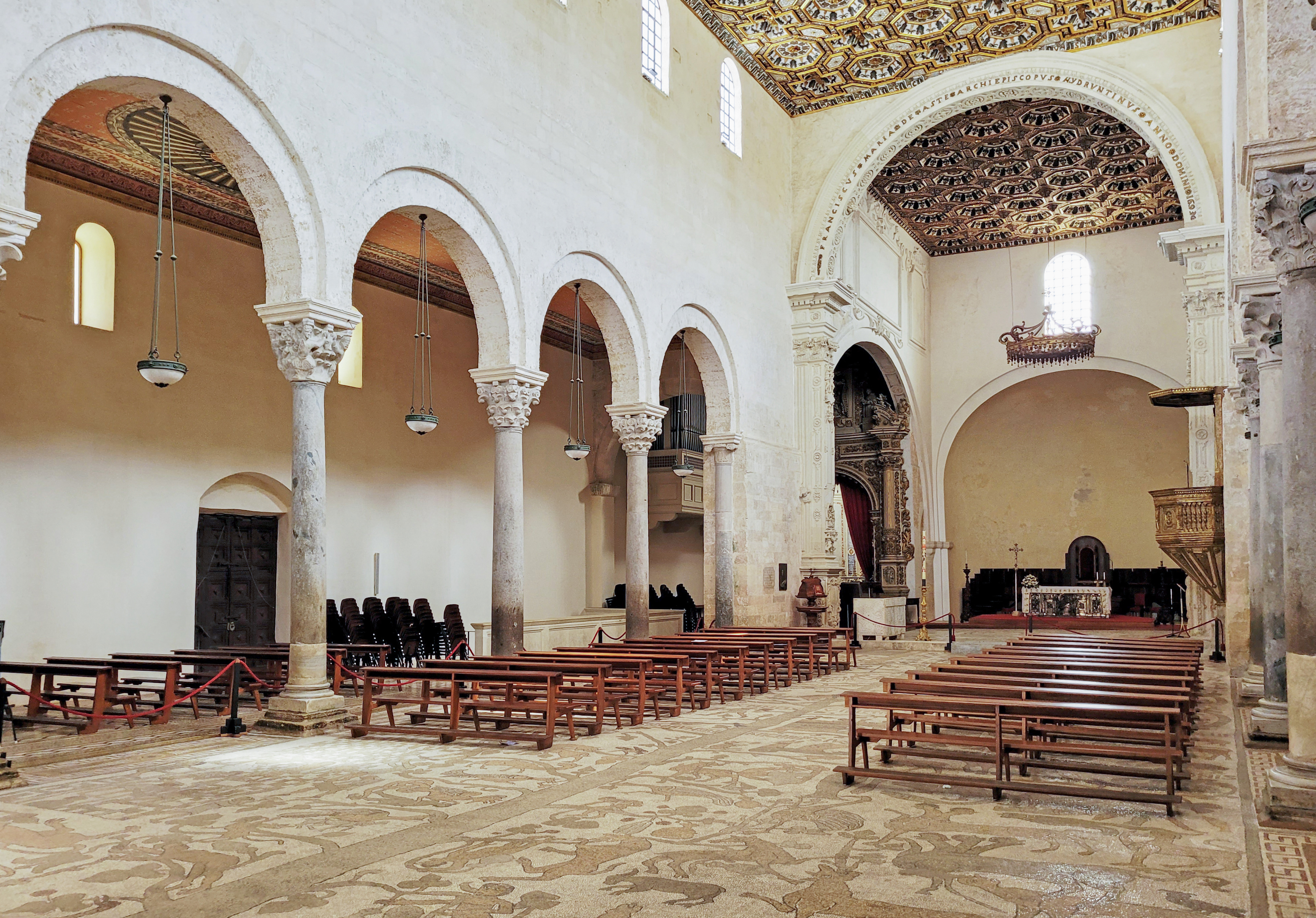
Intérieur.

Sur la façade à pignon se trouve un portail baroque daté de 1764. Le plafond de la nef est formé de panneaux en bois doré et remonte à 1698 alors que le devant de l'autel, en argent, est l'œuvre d'un orfèvre napolitain.
Certaines fresques murales à l'intérieur, dans la crypte, montrent des traces byzantines. Au fil des allées, on distingue six autels dédiés à la Résurrection de Jésus et à saint Dominique de Guzmán, à la Vierge Marie (à droite), à la Pentecôte, la Visitation de la Bienheureuse Vierge Marie et saint Antoine de Padoue (à gauche).

## La mosaïque du pavement
Sur une longueur de 54 m et une largeur de 28 m, se trouve au sol une mosaïque conçue comme un immense livre. Elle est l'œuvre du moine Pantaleone en 1166. Elle illustre des légendes ainsi que la vie quotidienne menée par les saints, en s'inspirant des textes évangéliques, de la tradition orale et des superstitions. Il a fallu près de 600 000 tesselles pour aboutir à ce chef-d'œuvre. Une partie de cette mosaïque représente l'« ascension d'Alexandre » qui s'inspire du Roman d'Alexandre.
Sur une autre partie de la mosaïque, il y aurait une représentation du roi Arthur,,.

## Galeries

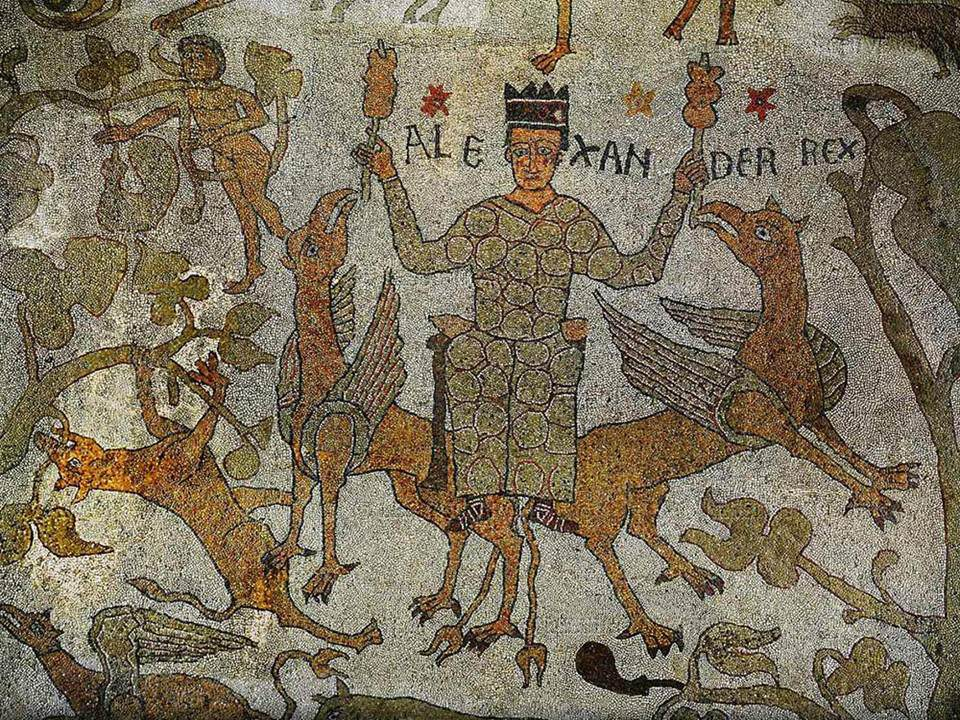
L'« ascension d'Alexandre » tiré par deux griffons.
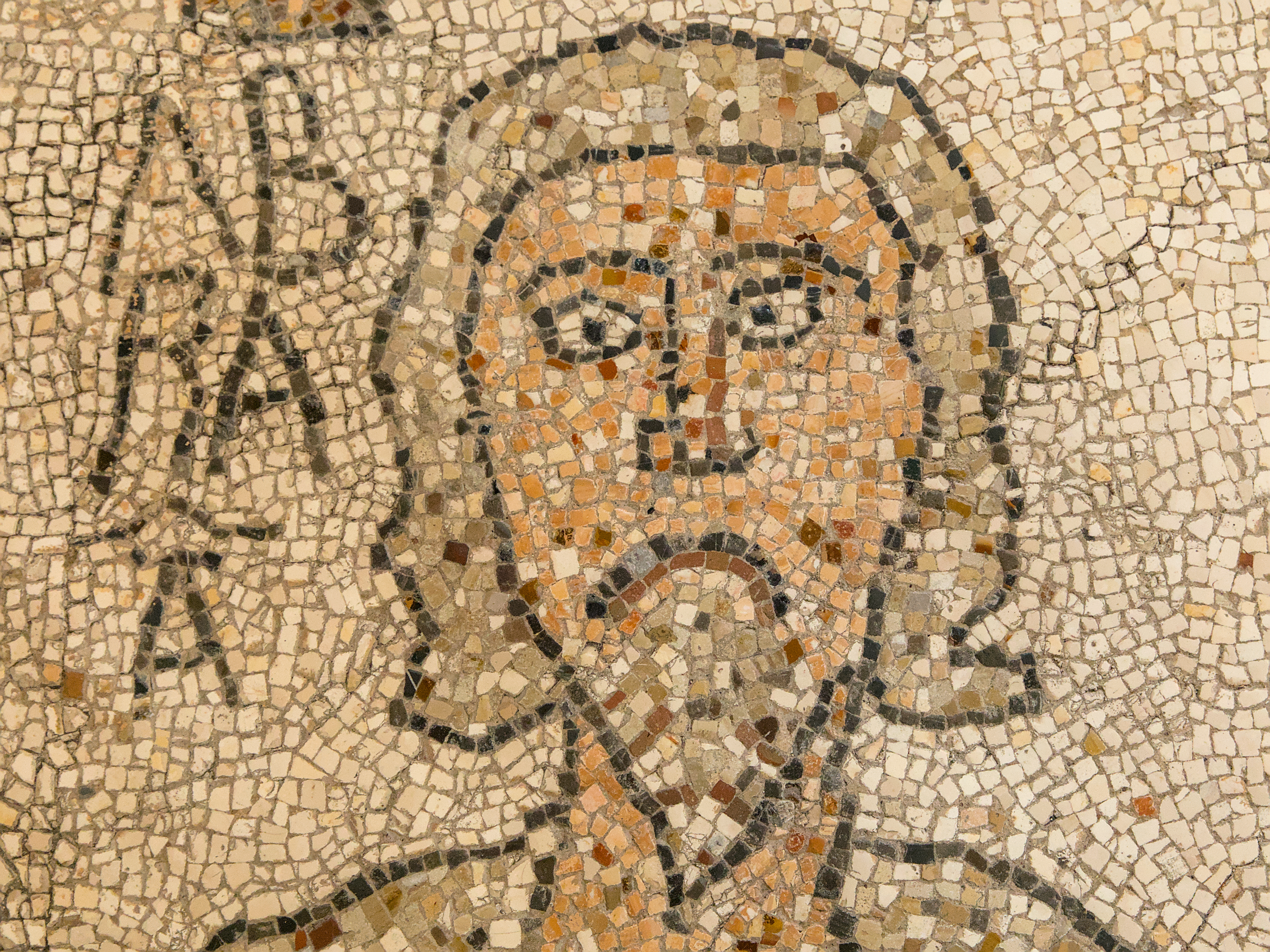
Figure d'Abraham.
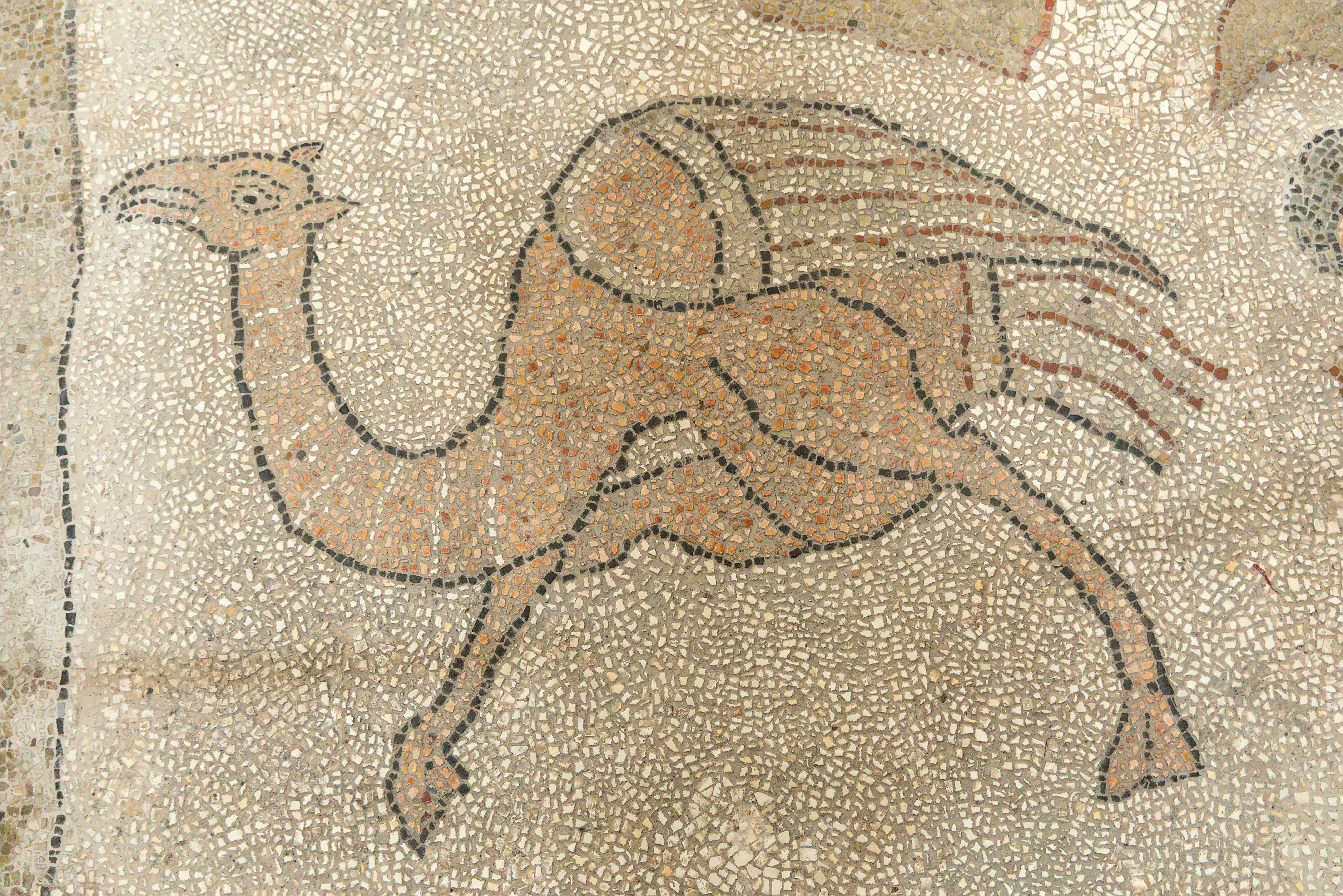
Un animal fantastique, près de l'entrée de la cathédrale.
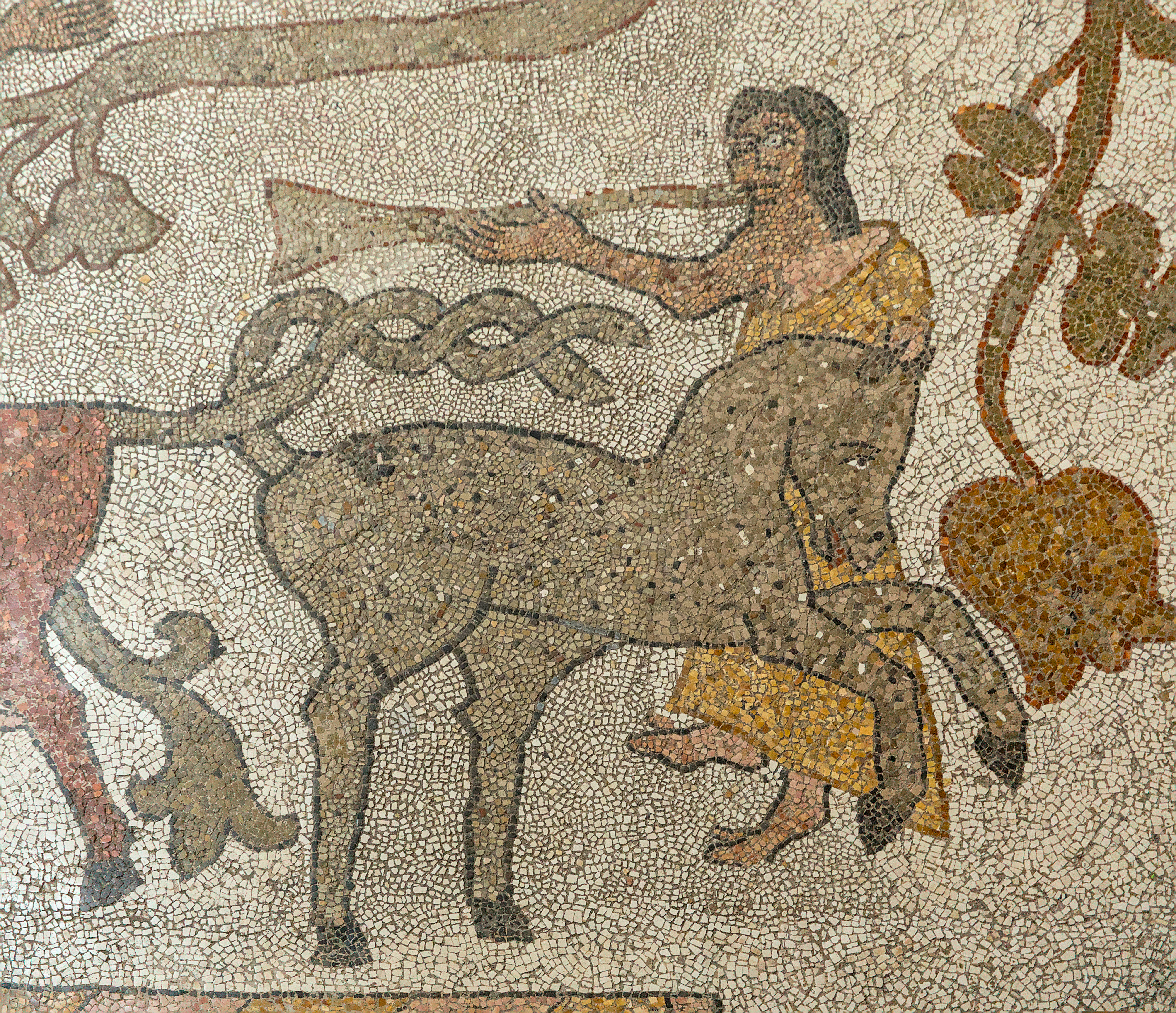
Scène de chasse.

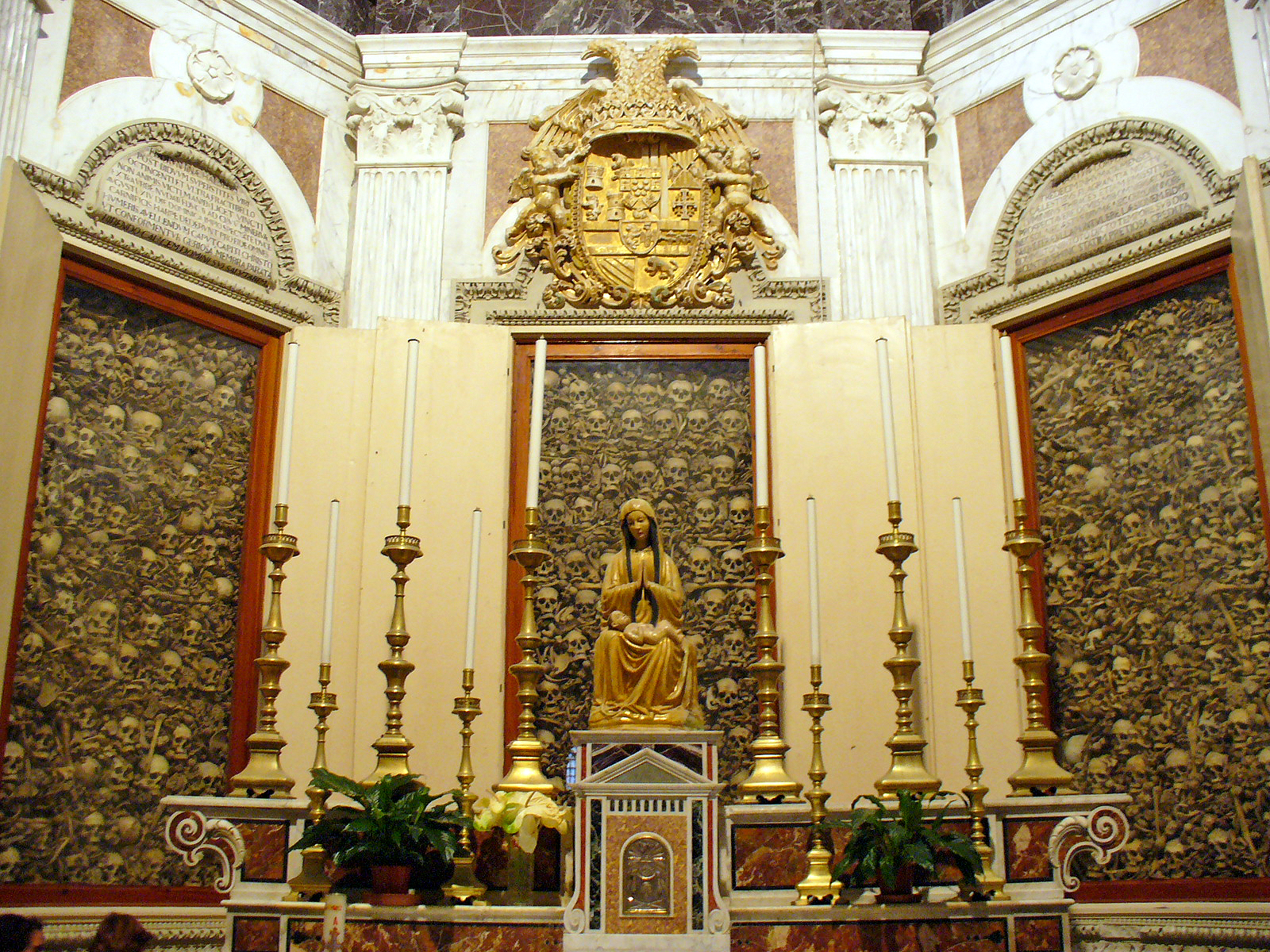
La chapelle des Martyrs avec les reliques.
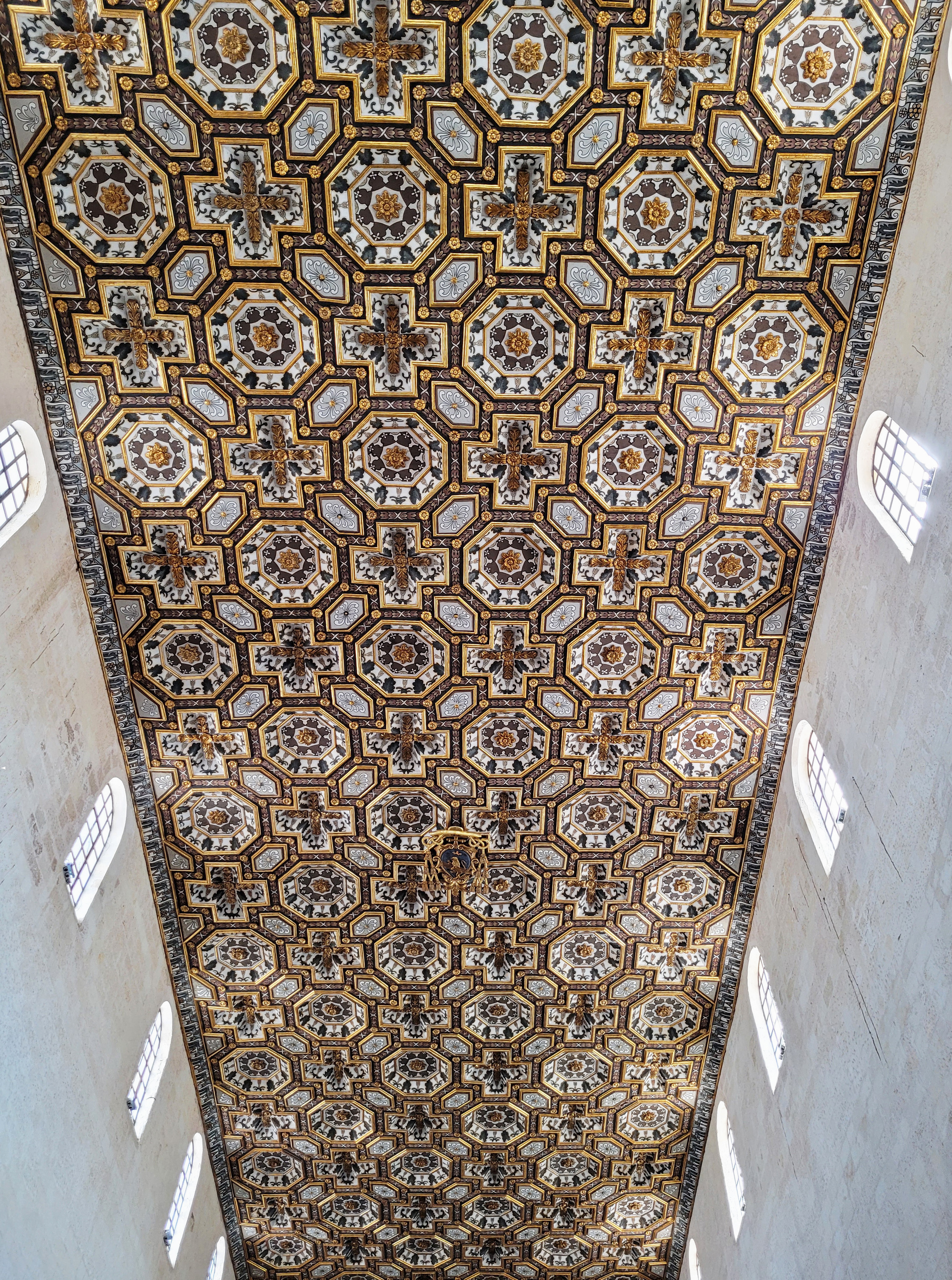
Vue du plafond.
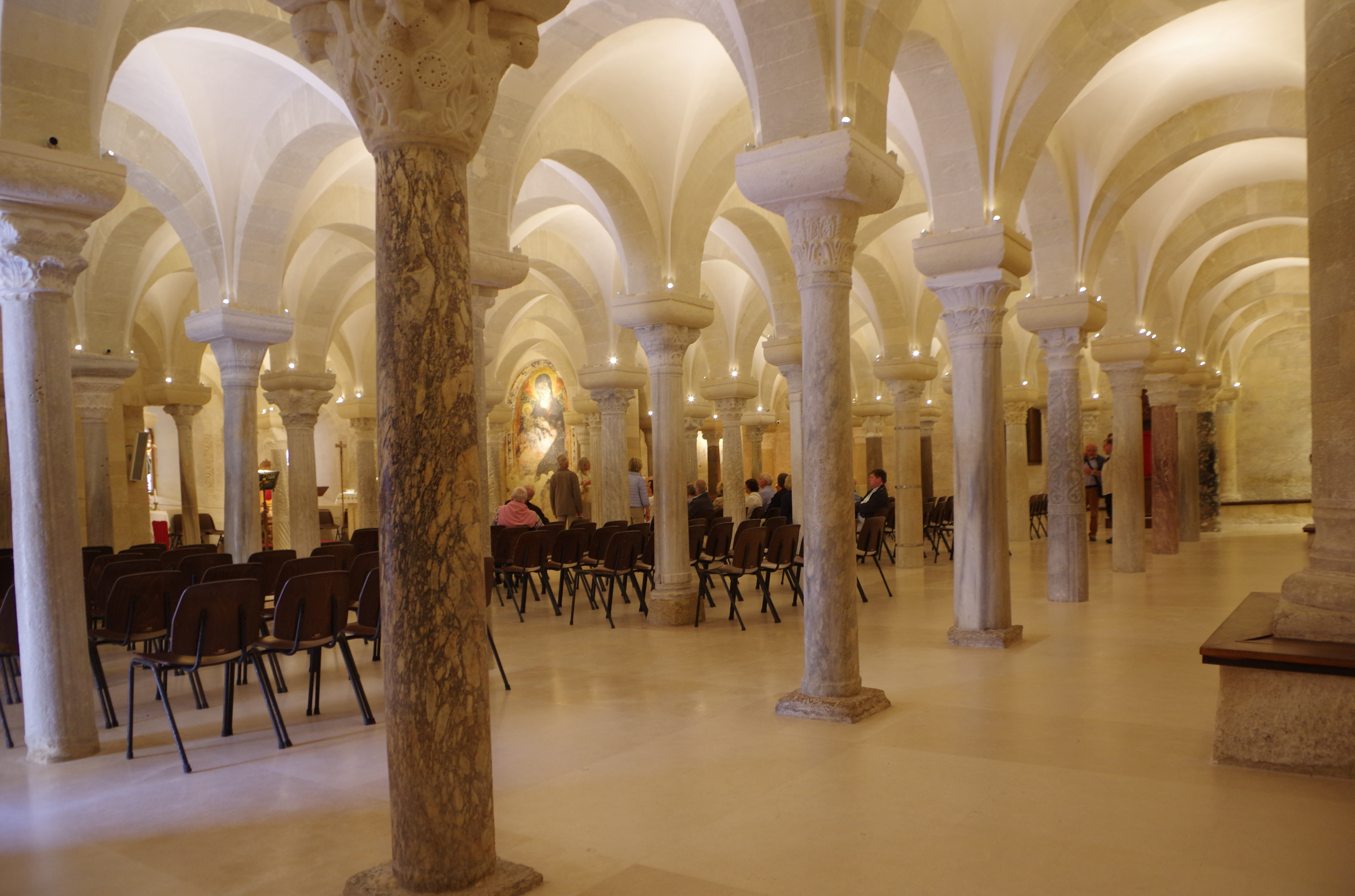
La crypte.

## Les reliques des martyrs d'Otrante
Dans le bas-côté droit, dans sept grandes armoires et l'abside, sont conservés les ossements des saints martyrs d'Otrante. Ce sont les restes de près de huit cents personnes massacrées par les Turcs sur la colline de Minerve, le 14 août 1480, pour avoir refusé de renoncer à leur foi chrétienne. Otrante, pour ce glorieux événement, est aussi appelée la « ville-martyre ». Certaines de ces reliques sont vénérées dans l'église Santa Caterina a Formiello de Naples.

## La crypte byzantine
À l'intérieur de la cathédrale, la crypte représente une valeur historique et artistique datant du XIe siècle. De forme semi-circulaire, avec trois absides saillantes et cinq nefs. Les beaux chapiteaux montrent diverses influences, roman-dorique, ionique et corinthien. Les restaurations modernes ont libéré l'ensemble de sa structure baroque du XVIIIe siècle.

## Source
- (it) Cet article est partiellement ou en totalité issu de l’article de Wikipédia en italien intitulé « Cattedrale di Otranto » (voir la liste des auteurs).